# Адаєв Дмитро Ількович
Ада́єв Дмитро Ількович (20.10.1882, с. Учейкино Волзького р-ну Республіки Марій Ел — 14.06.1938, Москва) — марійський політичний діяч.
Закінчив Казанську вчительську семінарію (1901), Казанську духовну семінарію (1906), юридичний факультет Казанського університету (1917), юридичний факультет Московського державного університету (1925).
З 1906 р. член партії есерів. За революційну діяльність неодноразово зазнавав арештів та висилок. У 1917 р. учасник з'їзду Союзу малих народів Поволжя та І Всеросійського з'їзду марі. У 1917—1918 рр. — редактор газети «Ужара». Під псевдонімом Метрі публікував у часописі найважливіші політичні видання.
Переконаний прихильник Тимчасового уряду, не сприйняв та засудив Жовтневий переворот. Після 1917 р. став на бік Білого руху та пішов на службу до армії Колчака.
На початку 1920-х років переселився до Москви. Працював юрисконсультом у різних організаціях. У лютому 1938 р. заарештований та розстріляний. Реабілітований у 1959 р.